# Joaquín Cuadrada
Joaquín Cuadrada Esquerra (* 23. Juni 1893 in Barcelona; † 30. März 1969 ebenda) war ein spanischer Schwimmer.

## Karriere
Cuadrada nahm 1920 an den Olympischen Spielen in Antwerpen teil. Hier scheiterte er im Wettbewerb über 1500 m Freistil als Vierter seines Vorlaufs am Weiterkommen.
Auf nationaler Ebene gewann er zwischen 1911 und 1921 diverse spanische Meistertitel und drei Titel in Katalonien.